# Dutchie

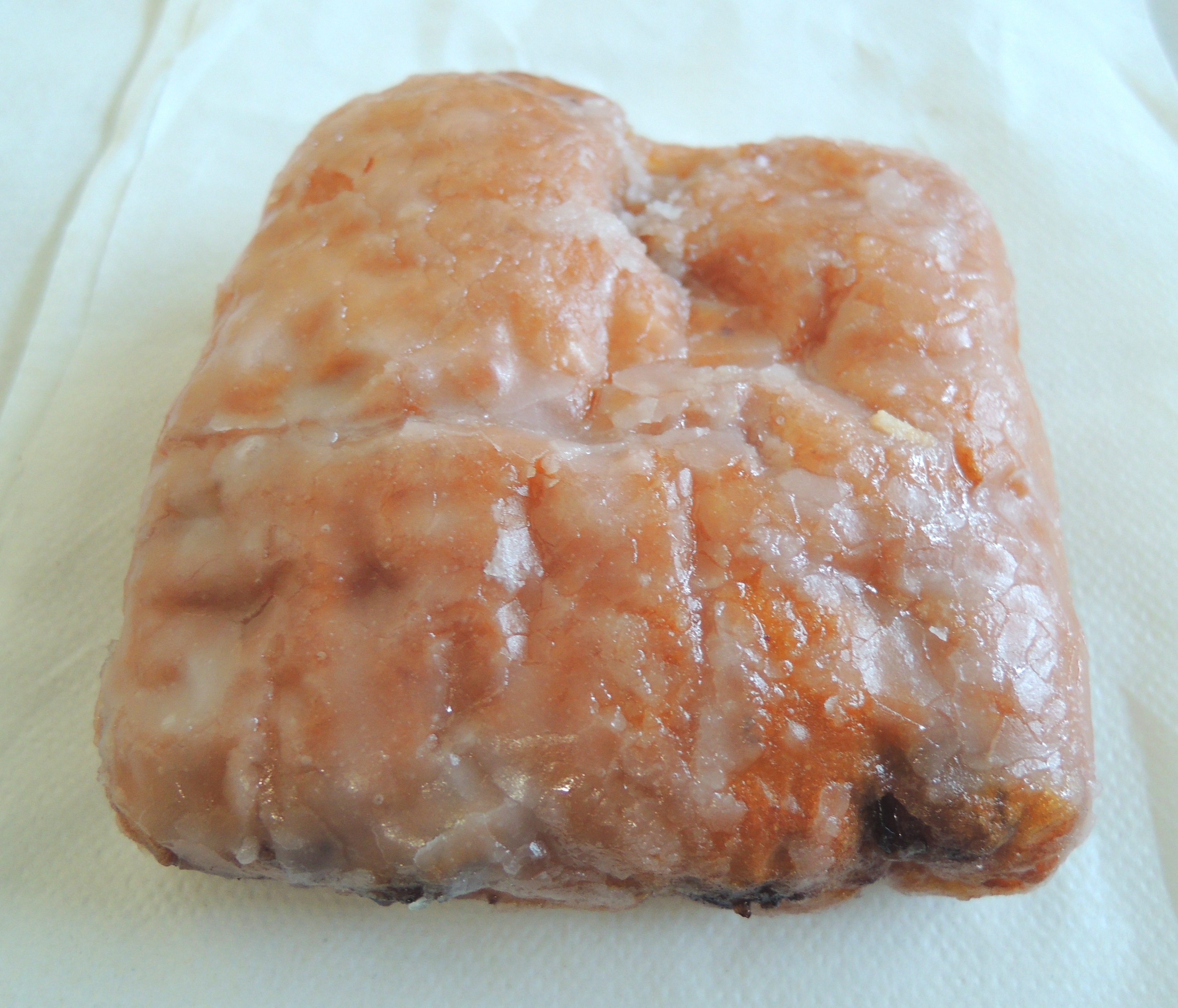
Dutchie de Tim Hortons

El dutchie es una dónut Canadiense popularizada por la cadena Tim Hortons. Es una dónut con forma de cuadrado que contiene pasas que está cubierto por azúcar. Es una de dos dónuts que ha estado disponible en el menú de Tim Hortons en 1964, una posición que le ha ayudado a ser popular en Canadá. En 1991, Toronto Star informó que el dutchie y apple fritter eran la dónut frita más popular de la cadena.
En una informal encuesta de 1988 de Toronto Star, Tim Hortons fue premiada con tres medallas de oro, dos por sus dutchies y una por la dónut de crema de banana. 